# Dolomedes fernandensis
Dolomedes fernandensis là một loài nhện trong họ Pisauridae.
Loài này thuộc chi Dolomedes. Dolomedes fernandensis được Eugène Simon miêu tả năm 1910.